# لیدیا لیتویاک
لیدیا ولادیمیروونا لیتویاک (به انگلیسی: Lydia Vladimirovna Litvyak) اولین زن در میان خلبانان جنگی تاریخ بود.
او همزمان، در طول دوره فعالیتش به عنوان خلبان، یک دوجین از بهترین خلبان‌های ارتش آلمان نازی در دوره جنگ جهانی دوم را ساقط کرد. لیدیا موفق شد در ۶۶ مأموریت نظامی ۱۲ پیروزی به دست آورد. او که با یک هواپیمای LA-5 پرواز می‌کرد در اولین پرواز عملیاتی خود در ۱۳ سپتامبر ۱۹۴۳ برفراز جبهه استالینگراد، هدف قرار گرفت و سرنگون شد اما در دومین پرواز خود موفق شد با همکاری فرمانده خود یک بمب افکن یونکرس ۸۸ آلمانی را سرنگون کند و به اولین پیروزی خود دست یابد. چند دقیقه بعد او موفق شد اولین پیروزی زنان در تاریخ جنگ‌های هوائی را به دست آورد و به تنهائی توانست یک هواپیمای شکاری مستر اشمیت آلمانی (به روسی گوستاو) سرنگون کند. این هواپیما توسط یکی از خلبانان آس لوفت وافه به نام اروین مایر هدایت می‌شد.
به نوشته بیل ین، او از این نظر در میان زنان خلبان در تمام دوران رکورددار است.

## زندگی‌نامه
لیلیا لیتویاک در روز ۱۸ اوت ۱۹۲۱ در مسکو به‌دنیا آمد. وقتی ۱۲ سال داشت، روز هجدهم اوت «روزهوانوردی شوروی» نامگذاری شد و لیلیا بعدها به شوخی به دوستانش می‌گفت که تولدش در روز هجدهم، علت نامگذاری این روز بوده‌است.
پدر لیدیا در جریان تصفیه‌های فراگیر استالین در سال ۱۹۳۷ میلادی کنار گذاشته شد.
لیدیا در سال ۱۹۴۱ میلادی، برای جنگ با آلمان اعلام آمادگی کرد و به یکی زنان قهرمان نیروهای مسلح شوروی تبدیل شد. اتحاد جماهیر شوروی تنها کشور در طول جنگ جهانی دوم بود که زنانش به‌طور منظم در میدان نبرد حضور پیدا می‌کردند.
در فرهنگ عامه لیدیا را «رز سفید استالینگراد» می‌خوانند، اما در واقع، او روی بدنه هواپیمایش یک سوسن سفید نقاشی کرده بود
لیدیا روز اول اوت ۱۹۴۳ میلادی در ۲۱ سالگی آخرین نبرد هوایی خود را تجربه کرد. در سال ۱۹۷۹ میلادی، بقایای جسد لیلیا پیدا شد؛ ولی تا سال ۱۹۸۶ میلادی (نزدیک به هفت سال) طول کشید تا دستگاه اداری رسماً نام او را از فهرست «مفقودالاثرها» خارج کند و اعلام کند که او «در حین درگیری کشته شده‌است.» استالین بیم آن داشت که ناپدیدشدگان میدان جنگ به دشمن پناه برده باشند. به همین دلیل شوروی استالینی، آنهایی که در جریان نبرد ناپدید می‌شدند، پاداش و جایزه‌ای دریافت نمی‌کردند.
در سال ۱۹۹۰ میلادی و زمانی که اتحاد شوروی روزهای آخر خود را می‌گذراند، میخائیل گورباچف، آخرین جانشین استالین، در حین جشن‌های چهل و پنجمین سالگرد پیروزی شوروی در جنگ جهانی دوم نشان قهرمان اتحاد شوروی را به لیدیا ولادیمیروونا لیتویاک داد.
خلبان جوانی بود که در کابین هواپیمای جنگنده‌اش دسته‌ای گل وحشی نگه می‌داشت.